# Asiagomphus amamiensis
Asiagomphus amamiensis е вид водно конче от семейство Gomphidae. Видът е почти застрашен от изчезване.

## Разпространение
Разпространен е в Япония.

## Описание
Популацията на вида е намаляваща.